# Challe

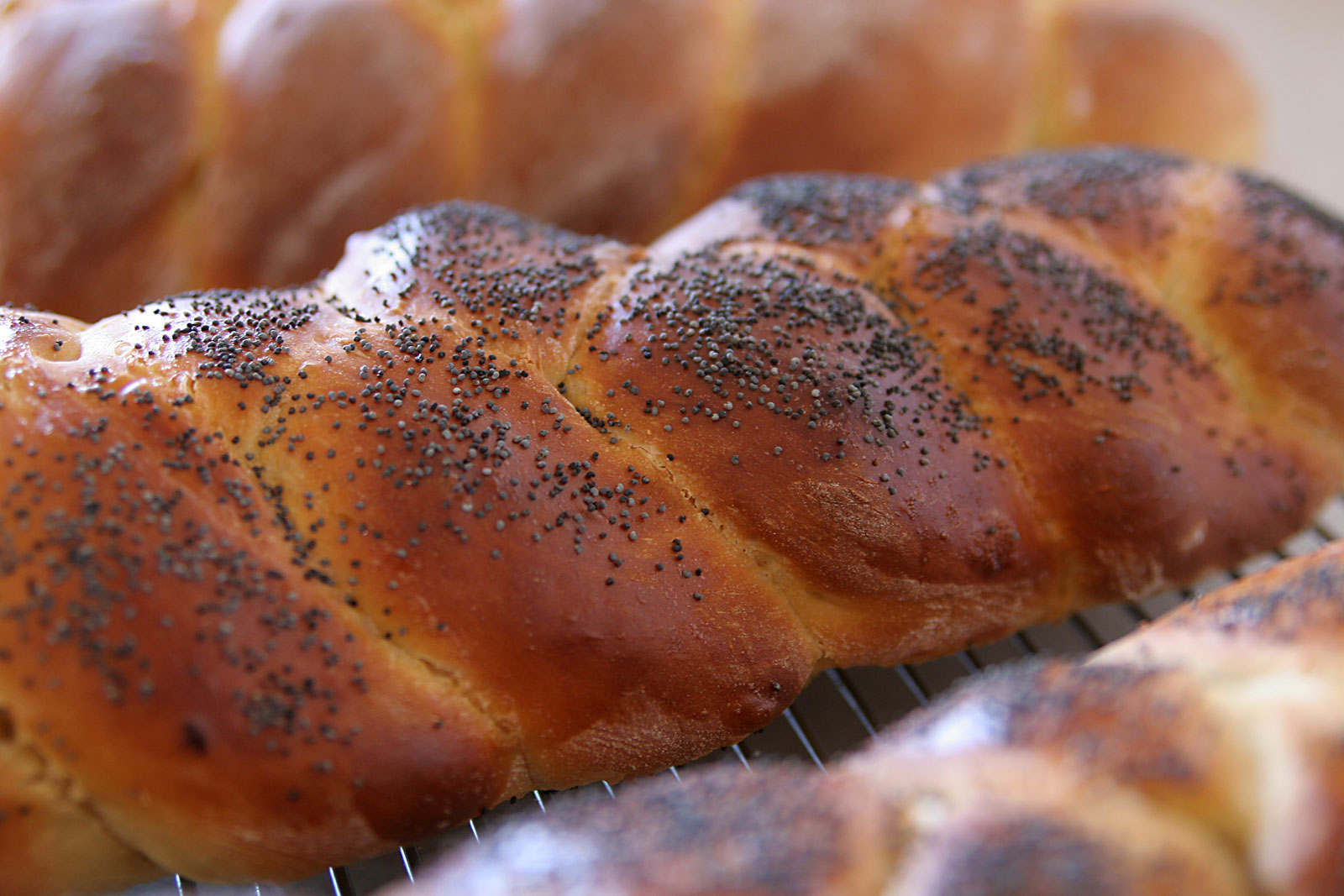
Challe

Een challe of challa (Hebreeuws: חלה) is een gevlochten brood dat met de sjabbat wordt gegeten. Het deeg wordt bestrooid met maan- of sesamzaad.

## Rituelen
Bij de sjabbat worden twee challes neergelegd, bedekt met een kleedje. De twee challes staan voor de dubbele dosis Manna die God voor de Joden liet neerdalen op elke 6e dag in de woestijn, zodat er op de sjabbat niet gewerkt hoefde te worden voor meer voedsel. Het kleedje erover staat symbool voor de dauw op de Manna.
Voor Rosj Hasjana, het Joods nieuwjaar, worden ronde challes gebakken.

Na of bij het bakken van de challes wordt er een beetje deeg dan wel een stukje korst apart genomen en verbrand. Dat stukje heet challe en het gehele brood is er naar genoemd. Het staat symbool voor het voedsel dat ten tijde van de tempel voor de priester bestemd was.